# Hartford (Alabama)
Hartford é uma cidade localizada no estado americano do Alabama, no Condado de Geneva.

## Demografia
Segundo o censo americano de 2000, a sua população era de 2369 habitantes.
Em 2006, foi estimada uma população de 2397, um aumento de 28 (1.2%).

## Geografia
De acordo com o United States Census Bureau, a localidade tem uma área de 16,1 km², sem área coberta por água. Hartford localiza-se a aproximadamente 51 m acima do nível do mar.

## Localidades na vizinhança
O diagrama seguinte representa as localidades num raio de 16 km ao redor de Hartford.